# Bayon-sur-Gironde
Bayon-sur-Gironde (Baion trong tiếng Occitan) là một xã thuộc tỉnh Gironde trong vùng Aquitaine khu vực tây nam nước Pháp. Xã này nằm ở khu vực có độ cao trung bình 47 mét trên mực nước biển